# Павло Олександрович Романов
Павло́ Олекса́ндрович Рома́нов (21 вересня (3 жовтня) 1860, Царське Село, поблизу Санкт-Петербурга — 30 січня 1919 року, Петроград) — шостий син імператора Олександра II і його дружини імператриці Марії Олександрівни; генерал-ад'ютант, генерал від кавалерії.

## Родина

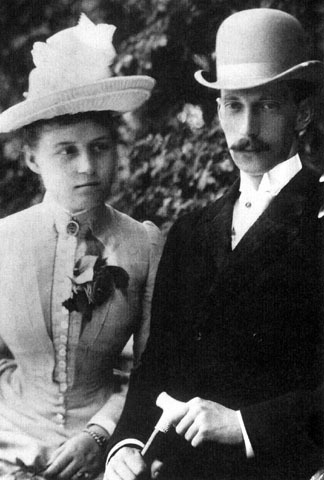
Князь Павло і його перша дружина принцеса Олександра

17 червня 1889 року в Санкт-Петербурзі відбулося одруження Павла Олександровича і його двоюрідної племінниці — Грецької принцеси Олександри Георгіївни (1870—1891); старшої дочки короля Греції Георга I і великої княгині Ольги Костянтинівни, двоюрідної сестри князя Павла Олександровича.
Діти:
- Велика княжна Марія Павлівна (1890—1958), в першому шлюбі (1908—1914) з Вільгельмом, князем Седерманландським, сином короля Швеції Густава V, від цього шлюбу народився син Леннарт,

у другому шлюбі (з 1917) — з князем Сергієм Михайловичем Путятіним; син Роман.
- Великий князь Дмитро Павлович (1891—1942). Дружина — Одрі Емері (з листопада 1926 по 1937), син Павло (народився в 1928 році).

Мати Марії і Дмитра — Олександра Георгіївна — померла у 20-річному віці, 12 вересня 1891 року, внаслідок передчасних пологів. Дітей виховували в бездітній родині брата Павла Олександровича, великого князя Сергія Олександровича, і його дружини — великої княгині Єлизавети Федорівни.
Другий шлюб

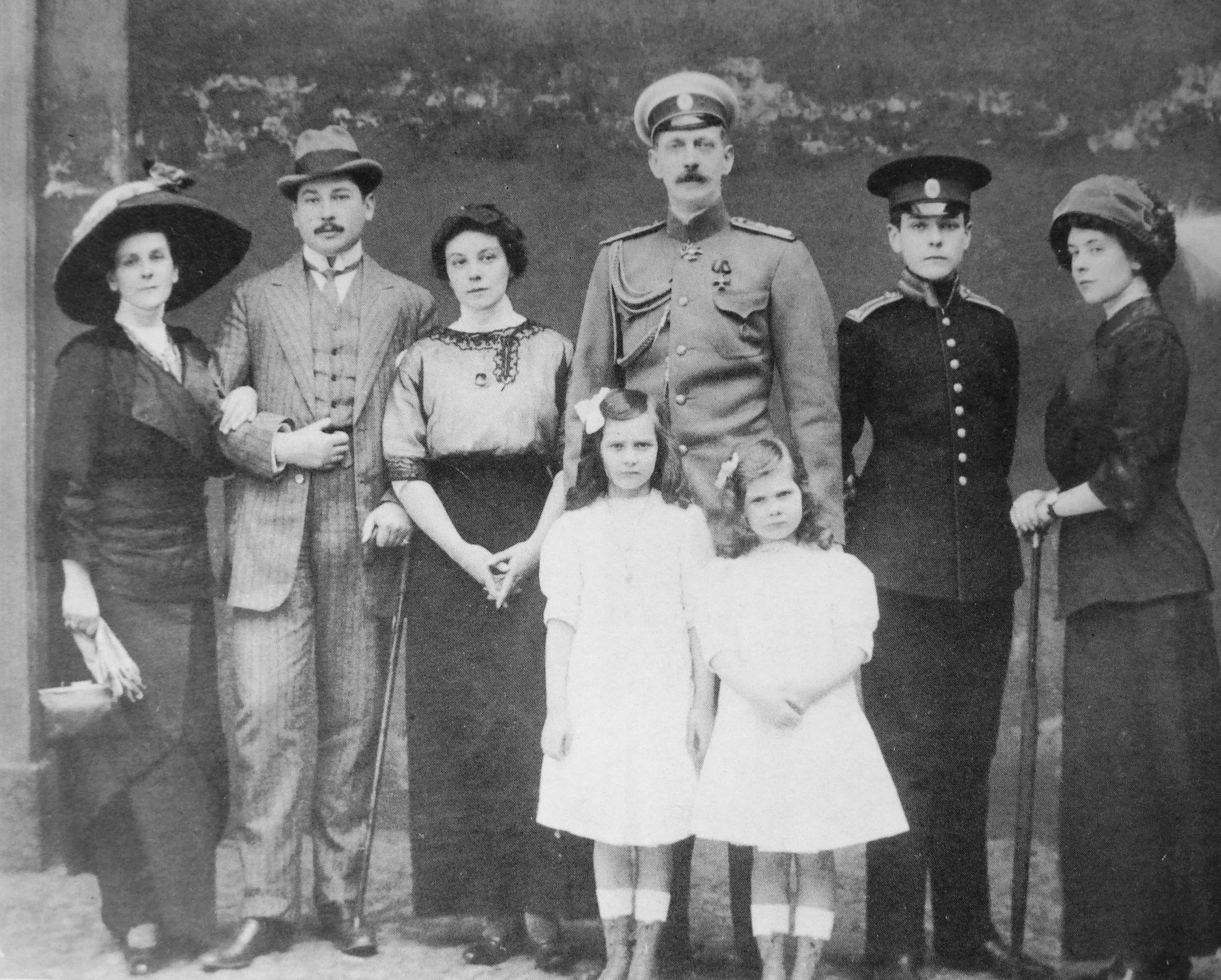
Князь Павло, його друга дружина Ольга Палій, його діти.

10 жовтня 1902 року в італійському Ліворно вступив у другий (морганатичний) шлюб зі своєю колишньою коханкою, Ольгою Валер'янівною Пістолькорс, до шлюбу Карнович, дружиною свого колишнього підлеглого — гвардійського полковника Еріха фон Пістолькорс.
Після цього подружжя не змогло повернутися в Росію, оскільки імператорська родина була проти цього шлюбу. 
У 1904 році Павло зміг отримати для Ольги і дітей баварський титул графів фон Гогенфельзен, а тільки 28 серпня 1915 року вони отримали російський титул князів Палій.
Діти:
- князь Володимир Павлович Палій (1896—1918) — військовик, поет. Убитий більшовиками під Алапаєвськом.
- княжна Ірина Павлівна Палій (1903—1990) — одружена з князем Федором Олександровичем (сином князя Олександра Михайловича). Син Михайло.
- княжна Наталі Палій (1905—1981) — французька модель і акторка. Бездітна.

Після зречення імператора Миколи II, Тимчасовий уряд вжив заходів щодо ізоляції Романових. Після Жовтневого перевороту арештований.
У березні 1918 року був засланий на Урал син Павла Олександровича Володимир Палій, який був страчений 18 липня того ж року під Алапаєвськом.
Князь Павло заарештований у серпні 1918 року і поміщений до в'язниці в Петрограді. 29 січня 1919 переведений у Петропавловську фортецю, де вже перебували його двоюрідні брати — великі князі Дмитро Костянтинович, Микола Михайлович і Георгій Михайлович. Всі четверо розстріляні рано вранці наступного дня. 
Повідомлення про розстріл великих князів було опубліковано 31 січня 1919 року в «Петроградській правді».
Канонізований Російською православною церквою за кордоном в сонмі «Новомучеників російських» 1 листопада 1981 року.
Реабілітований постановою Генеральної прокуратури Російської Федерації 9 червня 1999 року.
З його іменем пов'язане місто Павлодар у Казахстані. Примітно, що місто, яке назвали ім'ям імператорського родича, розстріляного в перші роки після революції, не перейменували в радянські часи.